# 광안중학교 축구단
광명중학교 축구부는 부산광역시에 위치한 광안중학교의 축구부이다. 

## 같이 보기
- 광안중학교